# Книжка року
Книжка року — рейтинг книжок який проводить Центр рейтингових досліджень «Еліт-Профі» як благодійну акцію для просування українського книговидання.

## Історія
На початку 2000 року Центр рейтингових досліджень «Еліт-Профі» зробив перше експертне опитування «Книжка року — 99». Відтоді конкурс проводиться щороку. Результати книжкового рейтингу висвітлювалися у пресі, найбільше в культурологічних часописах «Сучасність», «Критика», «Київ», «Радуга», «Слово і час», «Четвер», «Українська культура» та в ілюстрованих виданнях «Гранд», «ПіК» та ін.
Опитувальні експертні листки містили перелік видань, розподілених у 14 номінаціях, які відповідали основним секторам книжкового ринку. Усього в рейтингу взяли участь 235 найкращих книжок, виданих в Україні 1999 року.
6 березня 2009 відбулася урочиста церемонія вшанування лауреатів ювілейного X Всеукраїнського рейтингу «Книжка року — 2008». У процесі визначення переможців загалом 87 експертів оглянули понад дві тисячі книжок. До остаточних Коротких списків увійшли книжки 64 видавництв із дев'яти міст України.
10 лютого 2010 відбулася урочиста церемонія вшанування лауреатів XI Всеукраїнського рейтингу «Книжка року — 2009».

## Ключові особи
- Костянтин Родик, президент Всеукраїнського рейтингу «Книжка року»